# Szachowy boks

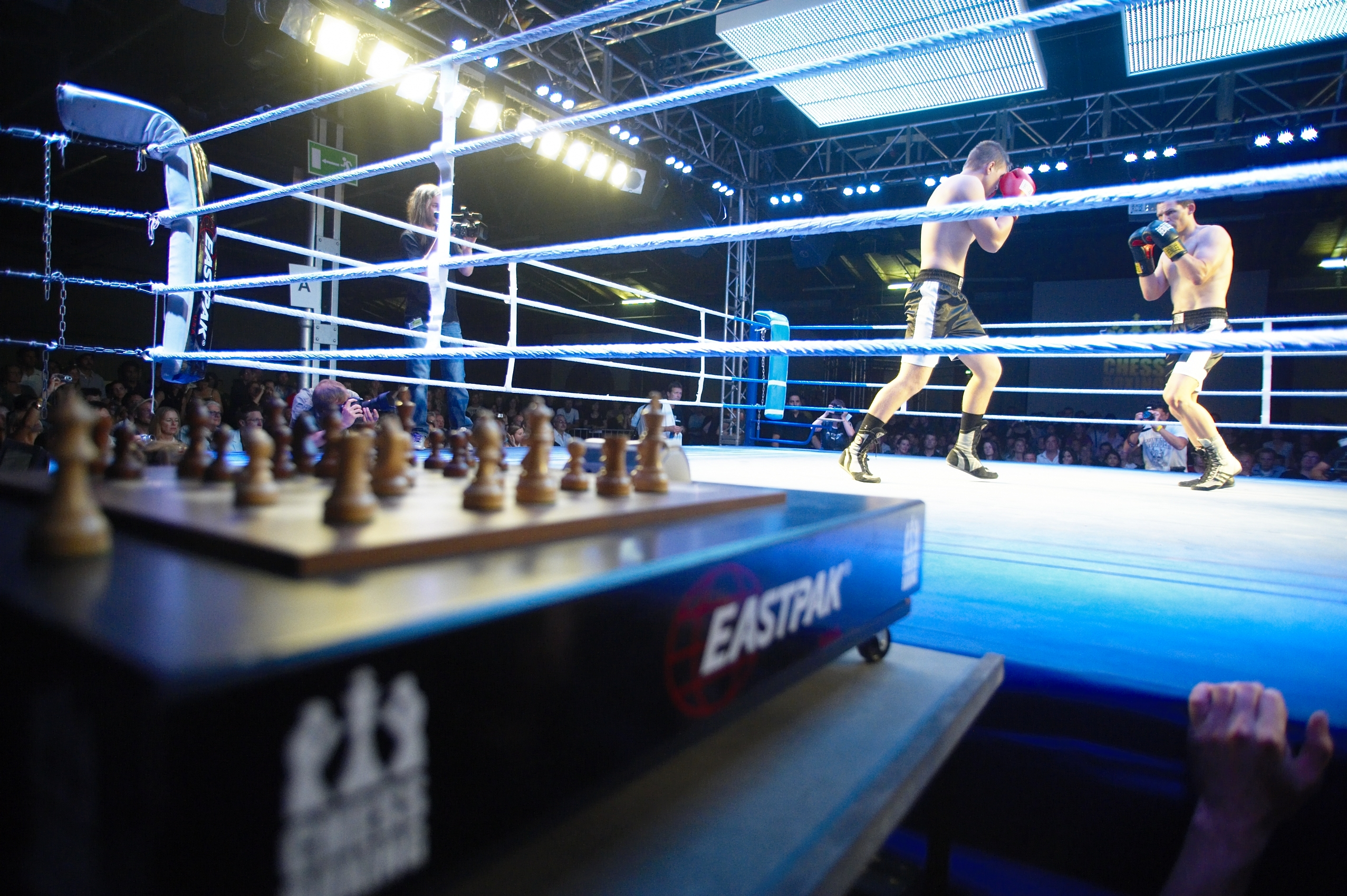
Mecz szachowego boksu w Berlinie

Szachowy boks, szachoboks (ang. chess boxing) – dyscyplina sportowa, będąca połączeniem walki bokserskiej z partią szachową. Idea szachowego boksu została rozpowszechniona przez holenderskiego performera Iepe Rubingha. To, co początkowo uważano za sztukę, szybko przekształciło się we w pełni rozwinięty sport. Szachowy boks jest szczególnie popularny w Niemczech, Wielkiej Brytanii, Indiach i Rosji.

## Zasady
W pojedynku szachowego boksu zawodnicy rozgrywają 11 rund: 6 grając w szachy, zaś 5 boksując. W rundach nieparzystych rozgrywane są pojedynki szachowe, a w parzystych – bokserskie. Jedna runda szachowa trwa 4, natomiast bokserska 3 minuty. Obaj zawodnicy mają do dyspozycji po 12 minut na swoich szachowych zegarach. Pomiędzy rundami następują 1-minutowe przerwy, w których uczestnicy pojedynku zakładają (bądź zdejmują) rękawice bokserskie, a na ring wstawiany (bądź zdejmowany) jest stolik z szachownicą.
Pojedynek zakończyć się może poprzez: zamatowanie przeciwnika (szachy), przekroczenie dopuszczalnego czasu gry (szachy), poddanie się (boks lub szachy), nokaut (boks) bądź decyzję sędziego (boks). Jeśli partia szachowa zakończy się remisem, wygrywa zawodnik, który uzbiera więcej punktów w boksie, jeśli zaś w tej dyscyplinie sędziowie również wskażą remis, zwycięzcą zostaje gracz posiadający w partii szachowej czarne bierki.

## Historia
Koncepcję szachowego boksu stworzył w roku 1992 Enki Bilal, francuski twórca komiksów, który wykorzystał ją w swojej graficznej powieści Zimny Równik.
W roku 2003 powstała Światowa Organizacja Szachowego Boksu (ang. World Chess Boxing Organisation, WCBO), której motto brzmi „walki toczą się na ringu, wojny toczą się na planszy” (ang. Fighting is done in the ring and wars are waged on the board). Rozegrane w tym samym roku pierwsze mistrzostwa świata przyniosły zwycięstwo Holendrowi Iepe Rubinghowi, jednemu z założycieli WCBO. W roku 2005 odbyły się pierwsze mistrzostwa Europy, w których zwyciężył Tichomir Ticzko z Bułgarii, natomiast dwa lata później rozegrano kolejne mistrzostwa świata, zakończone triumfem Niemca Franka Stoldta, który swojego przeciwnika (Amerykanina Davida Depto) zamatował w VII rundzie. W lipcu 2008 r. w Berlinie Frank Stoldt stracił mistrzowski tytuł na rzecz Rosjanina Nikołaja Sażyna.
Do najlepszych polskich zawodników szachoboksu należy Paweł Dziubiński, który w 2006 r. pokonał w Nantes Franka Stoldta, ale pomimo tego nie został zaproszony do rozegranych w 2007 r. mistrzostw świata.

## Szczegółowe wymagania i szkolenie
Szachobokser musi posiadać duże umiejętności zarówno w szachach jak i boksie, aby móc konkurować w profesjonalnej walce o szachy. Obecne minimalne wymogi dotyczące walki w Chess Boxing Global zawierają ocenę Elo 1600 i zapis odbytych co najmniej 50 amatorskich turniejów w boksie lub innych podobnych sztukach walki. Jednym z decydujących czynników jest to, że zawodnicy muszą przede wszystkim trenować szybkie szachy, ponieważ wymagania w nich stawiane są inne niż w klasycznej grze szachowej. Szachoboks to nie tylko umiejętne opanowanie obu sportów, ale przede wszystkim umiejętność opanowania stałego przechodzenia z pełnego sportu kontaktowego do sportu stawiającego na myślenie, runda po rundzie. W celu wyszkolenia tych umiejętności, stosuje się specjalistyczne szkolenie w zakresie szachów i boksu, w którym treningi interwału fizycznego są łączone z grami w szachy typu blitz lub speed. Dzięki temu gracze dostosowują rytm gry w szachy.

## Dokument[9][10]
Pierwszy film dokumentalny o szachoboksie „Szachoboks: Dyscyplina królów” pokazuje rozwój dyscypliny w ciągu 3 lat. Organizatorzy w Berlinie, Londynie i Los Angeles starają się promować ich różne wizje sportu szerokiej publice. Film zawiera różne krytyki sportu, przedstawione przez członków szachowych i bokserskich społeczności; a jednocześnie stara się zrozumieć wpływ takiego sportu – splatającego dwie różne wizje sportów.
Projekt jest całkowicie niezależny, produkowany i reżyserowany przez kanadyjskiego reżysera Davida Bittona pod hasłem Anonymous Pineapple Productions. Kampania zakończona sukcesem rozpoczęła się w okresie od 12 czerwca do 17 lipca 2013 r. i w produkcji wyniosła 35 tys. USD.

## Nawiązania w kulturze
- Grupa Wu-Tang Clan nagrała utwór pod tytułem „Da Mystery of Chessboxin’”.
- W 5 sezonie serialu Elementary, w odcinku „Ballad of Lady Francis”, Sherlock Holmes pokazuje zalety gry w szachoboks[11] jako sposób na trenowanie siebie do szybkiego przestawiania myślenia z szybkiego działania na spokój i przemyślaną kontrolę.
- W tzw. sourcebooku „Rimward” do gry Eclipse Phase szachoboks jest wymieniony jako popularny sport w jednym z habitatów na Tytanie.